# Schenectady Chiefs
Die Schenectady Chiefs waren ein US-amerikanisches Eishockeyfranchise der Atlantic Coast Hockey League aus Schenectady, New York. 

## Geschichte
Die Schenectady Chiefs nahmen zur Saison 1981/82 als eines von sieben Gründungsmitgliedern den Spielbetrieb in der Atlantic Coast Hockey League auf. Als Trainer des Teams wurde Pete Crawford verpflichtet. Die Chiefs gehörten demselben Investor wie die Fitchburg Trappers, Robert Critelli, der nach kurzer Zeit nicht mehr die Gehaltszahlungen aufrechterhalten konnte, weshalb das Team gezwungen war bereits im Laufe seiner Premierenspielzeit am 16. November 1981 nach nur neun absolvierten Spielen vorzeitig den Spielbetrieb einzustellen.

## Saisonstatistik
Abkürzungen: GP = Spiele, W = Siege, L = Niederlagen, T = Unentschieden, OTL = Niederlagen nach Overtime SOL = Niederlagen nach Shootout, Pts = Punkte, GF = Erzielte Tore, GA = Gegentore, PIM = Strafminuten
| Saison  | GP | W | L | T | OTL | SOL | Pts | GF | GA | Platz    | Playoffs |
| 1981–82 | 9  | 4 | 5 | 0 | —   | —   | 8   | 38 | 45 | 6., ACHL |          |

## Team-Rekorde

### Karriererekorde
Spiele: 9  Mark Ciernia u. a.
Tore: 9  Dean Willers
Assists: 10  Mike Crawford
Punkte: 17  Dean Willers
Strafminuten: 30  Jay Larson